# Heimajaure
Heimajaure är en sjö i Jokkmokks kommun i Lappland och ingår i Luleälvens huvudavrinningsområde. Sjön har en area på 0,195 kvadratkilometer och ligger 354 meter över havet.

## Delavrinningsområde
Heimajaure ingår i det delavrinningsområde (742753-164968) som SMHI kallar för Mynnar i Nautijaure. Medelhöjden är 366 meter över havet och ytan är 9,3 kvadratkilometer. Räknas de 2 avrinningsområdena uppströms in blir den ackumulerade arean 32,44 kvadratkilometer. Vattendraget som avvattnar avrinningsområdet har biflödesordning 4, vilket innebär att vattnet flödar genom totalt 4 vattendrag innan det når havet efter 236 kilometer. Avrinningsområdet består mestadels av skog (63 procent) och sankmarker (27 procent). Avrinningsområdet har 0,62 kvadratkilometer vattenytor vilket ger det en sjöprocent på 6,7 procent.